# Platyrrhinus recifinus
Platyrrhinus recifinus — вид родини листконосові (Phyllostomidae), ссавець ряду лиликоподібні (Vespertilioniformes, seu Chiroptera).

## Опис
Це кажан середнього розміру як для його підродини. Загальна довжина тіла від 58 до 93 мм, вага від 14 до 19 грам. Особини з північної частини ареалу, як правило, дещо менші. Має від темно-коричневого до сірого кольору волосся, яке блідіше на нижній стороні, ніж на верхній частині тіла. Є дві широкі смуги білого хутра на верхній поверхні голови, і вужчі й менш виразні смуги на щоках.

## Середовище проживання
В основному живе в Атлантичному лісі Бразилії. Вид також був захоплений в сухих, напів-листяних лісах, але близько до річок.  Мешкає на висотах від 200 до 1530 метрів.

## Звички
В основному плодоїдний. Лаштує сідала невеликими групами по 3-10 особин в сплетіннях листя, дуплах дерев або печерах. Репродукція зазвичай збігається з початком сезону дощів і змінюється локально. 

## Загрози та охорона
Велика частина ареалу виду була сильно порушена, особливо Атлантичні ліси, втім, так як вид регулярно захоплюється в порушеному середовищі існування це не вважається серйозною загрозою.